# Деймант (митология)
Деймант (Deimas) в древногръцката митология е цар на Аркадия.
Той е син на Дардан и първата му съпруга Хриса, дъщерята на титана Палант, внучка на Крий. Той е внук на Зевс и атлантидата Електра.
Той е брат на Идей. По време на потопа фамилията му напуска Аркадия и отива на остров Самотраки и от там във Фригия. Майка му умира и баща му се жени за Батия и има синовете Закинтос, Ил и Ерихтоний.
На трона в Аркадия е последван от Пеласг, син на Зевс.